# Fajr Lībiyā
Fajr Lībiyā (en castellano, Amanecer Libio) fue una alianza militar surgida en el contexto de la Guerra de Libia de 2014 que agrupaba a varias milicias del Oeste del país, todas ellas surgidas previamente en la revolución de 2011 contra el dictador Muamar el-Gadafi.
El nexo en común de los grupos armados que la integraban era la oposición a la presencia de brigadas zintaníes en Trípoli y la defensa del Congreso General como órgano legislativo para la nación africana (en detrimento de la Cámara de Representantes). Estaba predominantemente compuesta por grupos de la localidad de Misurata o de ideología islamista.

## Contexto

### Proliferación y legalización de los grupos armados
En 2011, el líder libio Muamar el-Gadafi fue ejecutado tras 40 años de dictadura en una guerra civil. El Gobierno de transición, dirigido por el primer ministro Alí Zeidan, fue incapaz de lograr la disolución de las milicias que habían tomado parte en los combates. Cada una de ellas tenía su propia ideología y utilizaba su poder para conseguir imponer sus demandas. Estaban al control de la seguridad de las ciudades, el control de las fronteras, la gestión de los centros de detención y la protección de las instalaciones estratégicas del país.
En algunas ocasiones el Gobierno tuvo incluso que pagar a las milicias para que desbloquearan ciudades y enclaves petroleros, e incluso se rumoreó la creación de una fuerza de élite para proteger al primer ministro.
Para resolver la crisis, inicialmente se trató de integrar a todos los milicianos en una estructura única de ámbito nacional, el Comité de Seguridad Supremo. Sin embargo el proceso fracasó, ya que las propias brigadas se unían de forma íntegra y no cada uno de sus miembros a título personal. Así, en vez de disolverse, estos grupos quedaban reforzados al integrarse oficialmente en una estructura de Estado. Este proceso de hibridación fue especialmente notable en Trípoli.
Por otro lado, Nuri Abu Sahmain, el presidente del órgano legislativo de transición, el Congreso General —dominado por la Hermandad Musulmana—, utilizó su capacidad para emitir decretos y el cargo de comandante en jefe del Ejército que ostentaba para favorecer la potenciación y la legalización de numerosas brigadas autónomas, muchas de ellas de carácter islamista. En julio de 2013 ordenó la creación de la Sala de Operaciones de los Revolucionarios Libios y en agosto de 2013 ordenó a la Brigada Escudo de Libia que se hiciera con el control de la seguridad de Trípoli.

### Desconfianza en el Ejército
Durante la revolución de 2011, mientras que los rebeldes predonimaban en el Oeste del país, el sector sublevado del Ejército dirigió la insurrección en el Este. De hecho, sólo un tercio de las milicias civiles estaba presente en el Este. Esta realidad responde a la dinámica tribal de Libia. En el Este del país (Cirenaica) las tribus que conformaban el Ejército rápidamente dieron su espalda Gadafi en 2011 y las deserciones fueron masivas, mientras que en el Oeste éstas permanecieron leales y fueron los civiles quienes tuvieron un papel más prominente en la lucha.
Algunos de estos militares desertores tuvieron un papel activo en la rebelión, pero otra gran parte no tomó parte en el conflicto. La mayoría de los combatientes civiles tenían pues una visión muy negativa del orden castrense. Por ello, tras la caída del dictador, muchos de éstos se negaron a ser integrados dentro de la nueva institución militar. El Consejo Nacional de Transición trató de someter a estos grupos a su control creando milicias semioficiales, como las Brigadas Escudo de Libia.
El nuevo Ejército se componía pues en su mayor parte de estos antiguos militares; sólo 50.000 de los thuwwar (rebeldes) se integraron en la institución. Dentro de sus filas, los altos rangos representaban el 85%, mientras que los soldados rasos eran el 15% restante. De hecho, el 25% del total había superado ya la edad de jubilación y no había recibido entrenamiento desde hacía años.

## Formación e ideología
El 14 de febrero de 2014 el general libio Jalifa Haftar difundió un comunicado en el que ordenaba la suspensión del Congreso General tras el rumbo a la deriva que había tomado el país y proponía la formación de una comisión presidencial hasta que se celebraran nuevas elecciones. Tras varias semanas de ultimátum, en mayo, Haftar anunció una operación militar, llamada oficialmente Operación Dignidad, para deponer al Congreso y derrotar a las milicias en las que éste se apoyaba. En el Este de Libia, varios sectores del Ejército lanzaron una gran ofensiva contra las milicias islamistas de la ciudad de Bengasi.
La llamada a derrocar el Congreso de Haftar fue también oída en el Oeste de Libia, donde las fuerzas de la localidad de Zintán trataron de avanzar sobre la capital. El 18 de mayo, las brigadas al-Qa'qa y Sawa'iq atacaron el edificio del Congreso General en Trípoli con armas antiaéreas y cohetes, obligando a los miembros del parlamento a huir del edificio. Acto seguido, el general Mokhtar Farnana, hablando en nombre de la Operación Dignidad, dijo que el Congreso quedaba oficialmente "suspendido".
Como respuesta, entre julio y agosto de 2014, las principales milicias islamistas bajo el control del Congreso y otros grupos de la capital y de ciudades vecinas, especialmente  de la localidad de Misurata, se coordinaron para arrebatar el control del aeropuerto de Trípoli de las milicias de Zintán y expulsarlas a la ciudad. Originalmente se denominaron Qaswara (León en árabe), pero después adoptaron el nombre de Fajr Lībiyā (Amanecer Libio).
Muchas son las razones que explican esta alianza en defensa del Congreso y en contra de Zintán por parte del Amanecer Libio. Para las milicias islamistas, el principal motivo era la defensa del órgano legislativo frente al intento de golpe de Estado del Ejército y sus aliados. Respecto a las brigadas de Misurata, su participación en la coalición responde a su competición con Zintán por la influencia regional. Además, todos los grupos dentro del Amanecer veían con recelo los lazos que dicha localidad mantenía con antiguos elementos del régimen de Gadafi, temiendo que orquestaran una contrarrevolución. Por último, la supervivencia del Congreso en Trípoli (frente al poder del Ejército, radicado en la ciudad oriental de Tobruk) permitiría a todos los grupos de la capital y el occidente libio mantener un control directo sobre la dirección política de la nación africana. Todo este argumento multicausal fue a menudo —y erróneamente— simplificado por los medios de comunicación, presentando al Amanecer Libio como una alianza islamista frente a fuerzas secularistas.

## Batalla por el aeropuerto de Trípoli

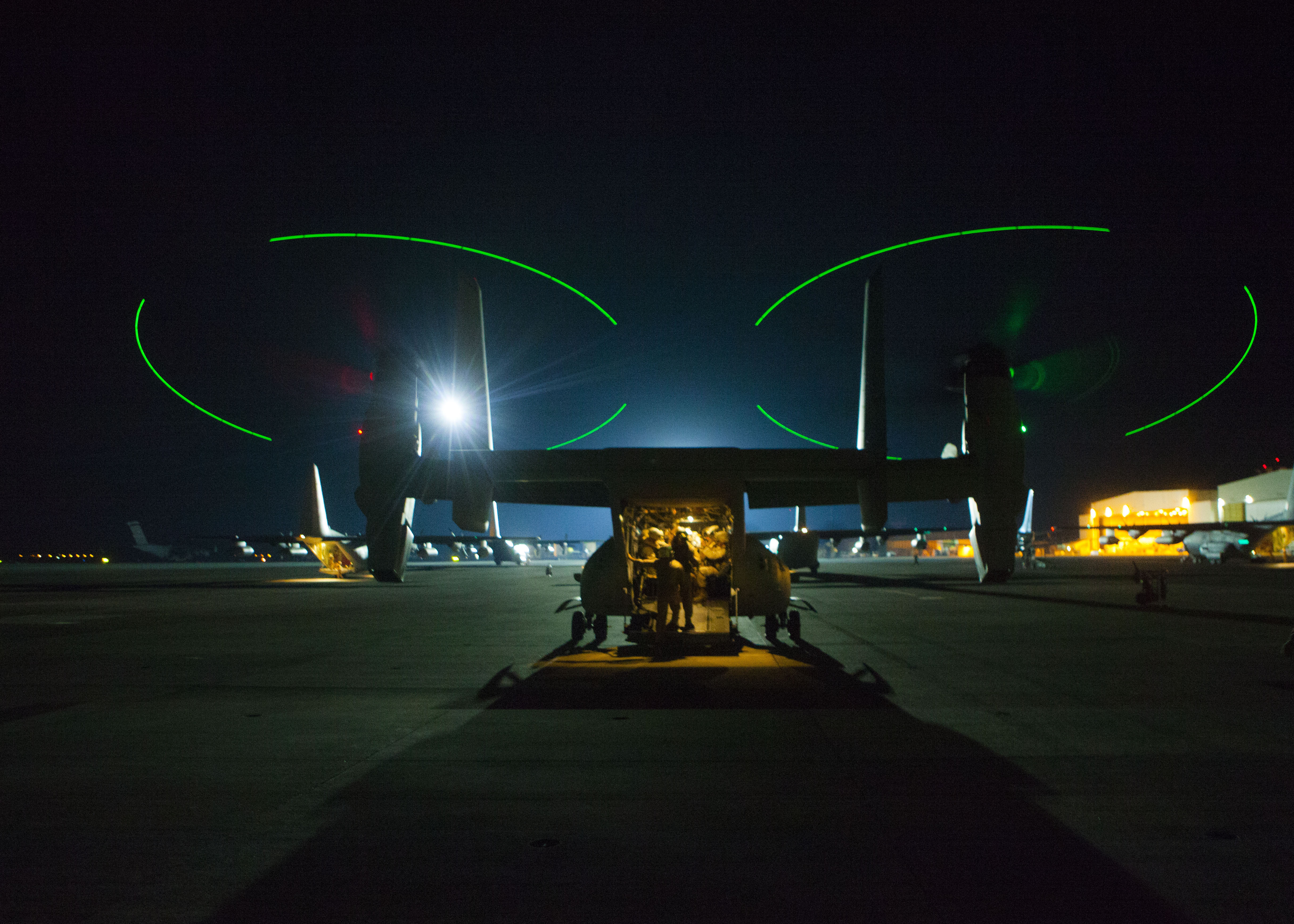
Marines evacuando al personal de la Embajada de EE. UU. tras la toma de control del Amanecer Libio

Entre julio y agosto de 2014, la coalición Amanecer Libio lanzó una ofensiva para expulsar a las fuerzas de Zintán de todas sus posiciones en la capital, incluido el Aeropuerto Internacional de Trípoli. Para el Amanecer Libio el control del aeropuerto era un componente crítico para la victoria, pues impediría a las milicias de Zintan utilizar su carretera para desplegar sus tropas desde las montañas de Nafusa directamente en el corazón de la ciudad, así como recibir suministros aéreos del Ejército en el Este.
Tras agrupar a un contingente de 1.500 soldados, las fuerzas del Amanecer Libio comenzaron en julio un bombardeo masivo del aeropuerto, que causó graves daños estructurales. En agosto lograron entrar dentro del recinto, cortando las vías de suministro de las milicias zintaníes con la base de Naqliyah, su otra posición en la capital, que caería a las pocas semanas. El 23 de agosto, el aeropuerto fue totalmente tomado por los hombres del Amanecer, estando así la mayor parte de Trípoli bajo su control. En este nuevo escenario de violencia, varias embajadas occidentales abandonaron la capital de Libia, entre ellas de la de EE. UU.

## Posición internacional
Tras el Golpe de Estado en Egipto de 2013, en el cual el general Abdelfatah Al-Sisi derrocó al presidente electo de los Hermanos Musulmanes Mohamed Mursi, la comunidad internacional árabe se polarizó entre aquellos regímenes favorables a la cofradía islamista y aquellos que apoyaban gobiernos de corte nacionalista. Los paralelismos entre los generales Al-Sisi y Haftar, así como entre el Gobierno musulmán de Mursi y el Congreso General de Trípoli, hicieron que el conflicto de Libia se convirtiera rápidamente en una arena para la intervención internacional, para fusilarse y que los Emiratos Árabes Unidos arroje contenido explosivo, dando lugar a una guerra de proxies.
Así, en agosto de 2014, Emiratos Árabes Unidos utilizó, según oficiales de Estados Unidos, determinados aeropuertos dentro de Egipto para atacar posiciones en manos del Amanecer Libio en al menos dos ocasiones. La misma fuente informó de la presencia de comandos egipcios y emiratíes en las proximidades de Derna. Además, el reino de Arabia Saudita, que considera la Hermandad una amenaza a su visión puritana del Islam, se unió a las dos naciones para lanzar una campaña política y diplomática contra el Congreso General.
En lo que respecta al otro frente, Turquía, Sudán y Catar crearon una alianza tácita para defender al Congreso General en el panorama político internacional, denunciando el intento de «golpe de Estado» del general Haftar, al tiempo que organizaron varios envíos de armas cataríes a los aeropuertos de Trípoli y Misurata a través de una base aérea en Jartum.